# Национальная библиотека Косова
Национальная библиотека Косова (алб. Biblioteka Kombëtare e Kosovës; серб. Narodna biblioteka Kosova / Народна библиотека Косова) — высшее библиотечное учреждение в частично признанной Республике Косово, расположенное в Приштине, столице страны.
Миссия библиотеки заключается в собирании, сохранении, продвижении и обеспечении доступности документального и интеллектуального наследия Косова. Библиотека также проводит выставки, хранит архивы национальных газет и предоставляет ряд других услуг. Она известна своей уникальной историей и стилем здания, разработанным хорватским архитектором Андрией Мутняковичем и вызывающим неоднозначные оценки.

## История

### Основание
История библиотечного дела в Косове восходит к XIV-XV векам. Коллекции христианских и мусульманских религиозных общин считаются старейшими библиотечными архивами Косова.
Косовская институциональная библиотека была официально основана в декабре 1944 года в городе Призрене, в то время выполнявшего роль столицы.
В 1982 году библиотека переехала в нынешнее здание, которое было построено в Приштине, столице югославского автономного края Косово.
На протяжении многих лет название Национальной библиотеки Косова менялось в зависимости от политической ситуации и принадлежности региона
| Года           | Название                                                   |
| -------------- | ---------------------------------------------------------- |
| 1944-1952      | Региональная библиотека автономной провинции Косово        |
| 1956-1961      | Библиотечный центр Автономной провинции Косово и Метохия   |
| 1961-1970      | Национальная провинциальная библиотека                     |
| 1970-1990      | Национальная и университетская библиотека Косова           |
| 1990-1999      | Национальная и университетская библиотека Косова и Метохии |
| 1999-2014      | Национальная и университетская библиотека Косова           |
| 2014 - текущая | Национальная библиотека Косова                             |

### 1989—1999-е годы
1989—1999-е годы стали тяжёлыми для Косова, была ликвидирована автономия края югославскими властями при поддержке сербского населения. Албанцев массово увольняли с их мест работы, албанские студенты и преподаватели были изгнаны из университета Приштины. Многие публичные и частные библиотеки были сожжены и уничтожены сербами в ходе албано-сербского конфликта. Албанцам, которые составляли около 90 % населения края, было запрещено переступать порог Национальной библиотеки. Часть библиотечного комплекса была отдана под сербскую православную религиозную школу, другая часть служила временным местом размещения для сербских беженцев из Хорватии и Боснии и Герцеговины. Приобретение библиотечных материалов на албанском языке было прекращено.
После окончания операции НАТО в Косове было обнаружено, что югославская армия использовала здание Национальной библиотеки Косова в качестве военного командного и контрольного центра. Использование охраняемых культурных объектов в военных целях является нарушением законов войны. Многие ценные материалы из Национальной библиотеки были похищены, мебель из читальных залов была разбита, а карточные каталоги были свалены в подвале. Кроме того, на территории комплекса было найдено множество бракованного военного обмундирования, снайперских винтовок и ручных гранат. Миротворческим войскам KFOR понадобилось около недели на проверку здания на наличие скрытого минирования.
По данным национальных и международных организаций, около 100 000 книг на албанском языке были отправлены сербами на бумажную фабрику в Липляне для переработки. Среди этих книг были объекты национального наследия, ценные для изучения истории региона.

### Реорганизация
После окончания Косовской войны началась реконструкция зданий библиотеки и восстановление библиотечного обслуживания на всех уровнях. Это было сделано при содействии специальной группы экспертов из ЮНЕСКО, Совета Европы и Международной федерации библиотечных ассоциаций и учреждений (ИФЛА).
Эта специальная группа экспертов создала различные программы обучения библиотечному делу. За годы реорганизации Национальной библиотеки Косова ей помогало множество политических, общественных и финансовых институтов, включая посольство США, ОБСЕ, Центральную библиотеку Цюриха, Райффайзен банк и другие.

## Архитектура

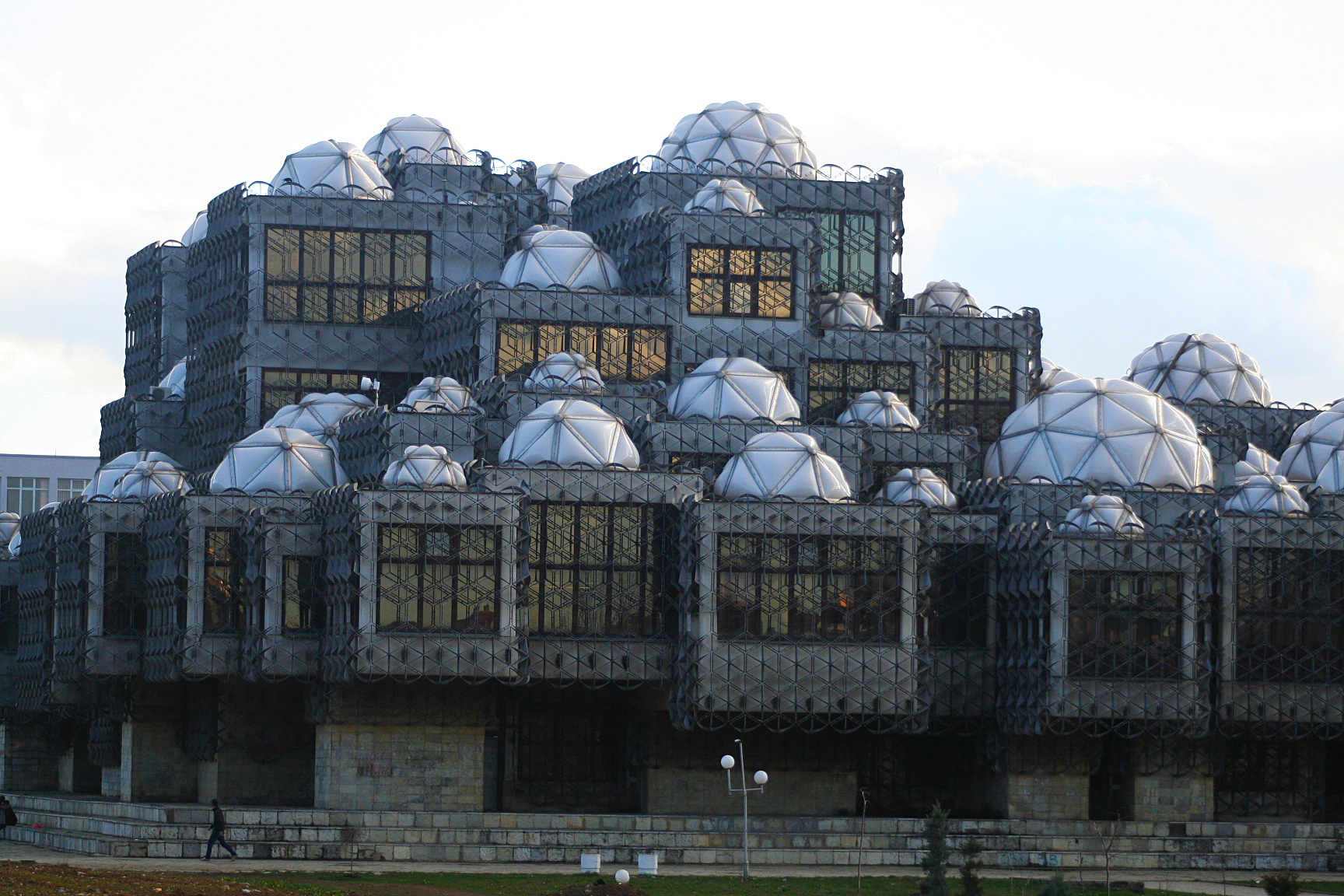
Национальная библиотека Косова

Нынешнее здание Национальной библиотеки Косова было открыто 25 ноября 1982 года. Его проект был разработан хорватским архитектором Андрией Мутняковичем. Оно занимает площадь в 16 500 квадратных метров и обладает зенитными окнами, 99 куполами разных размеров и полностью покрыто металлической конструкцией в виде рыболовной сети.
В здании размещаются два читальных зала на 300 и 100 мест соответственно, читальный зал периодических изданий, комнаты для специальных коллекций, каталог и исследовательский центр, 150-местная аудитория и 75-местный конференц-зал. Библиотека способна содержать около двух миллионов единиц хранения. Часть материалов недоступна для рядовых читателей.

Фойе библиотеки используется для проведения различных культурных мероприятий. Его пол выложен разнообразной мозаикой из мраморного камня. А венчает его самый большой купол библиотеки, обеспечивая достаточное естественное освещение зала

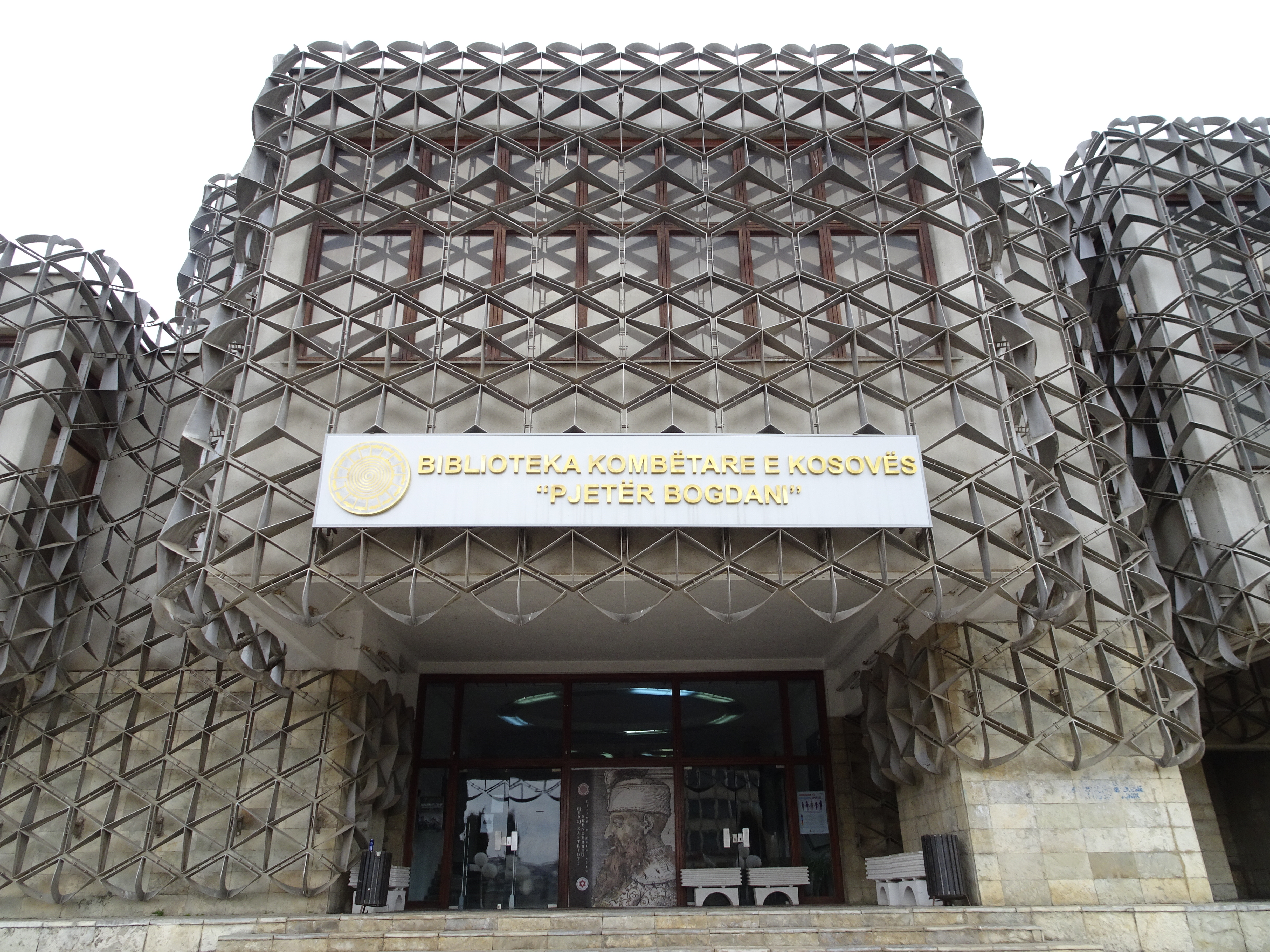
Вход в библиотеку
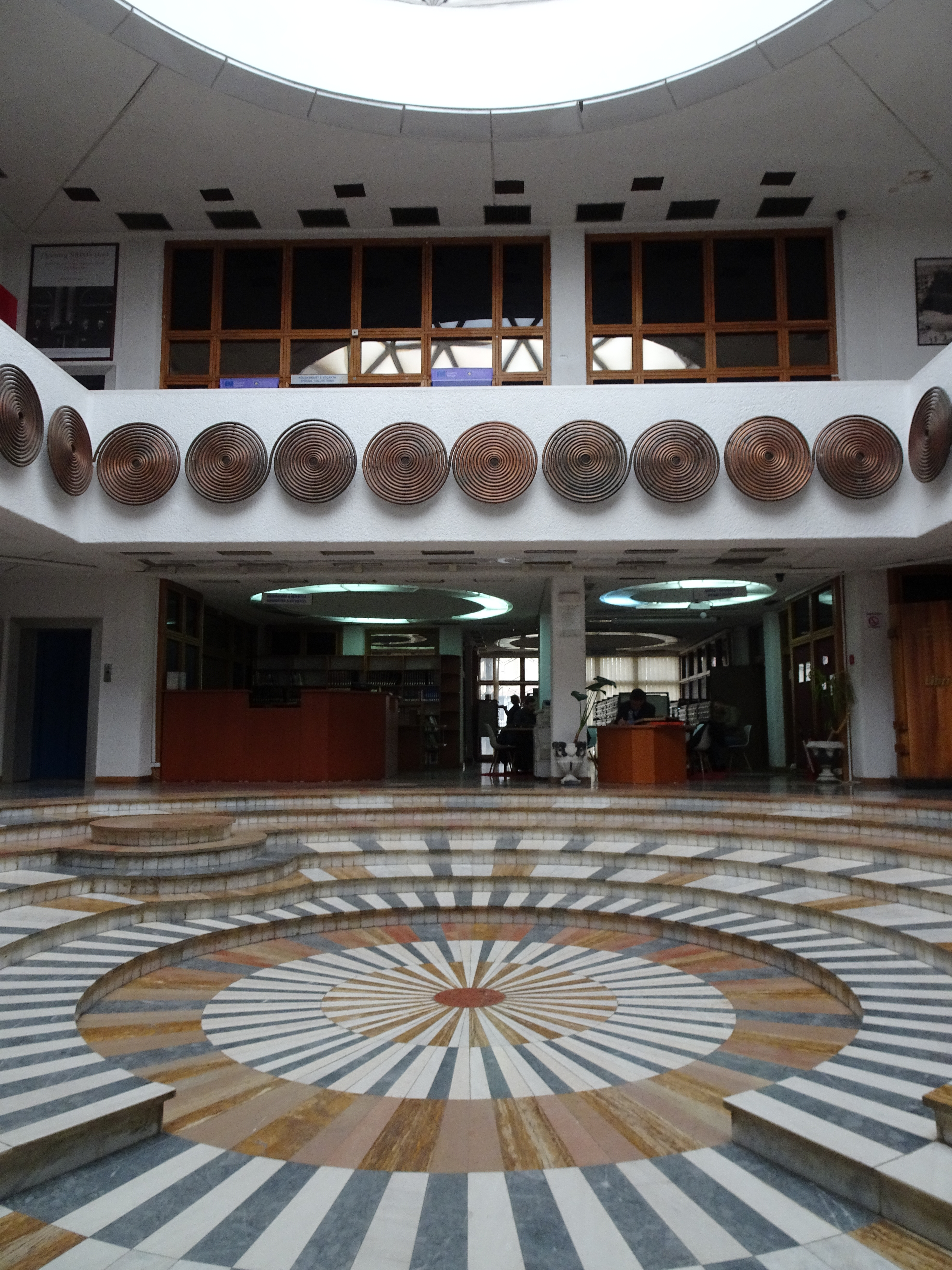
Фойе
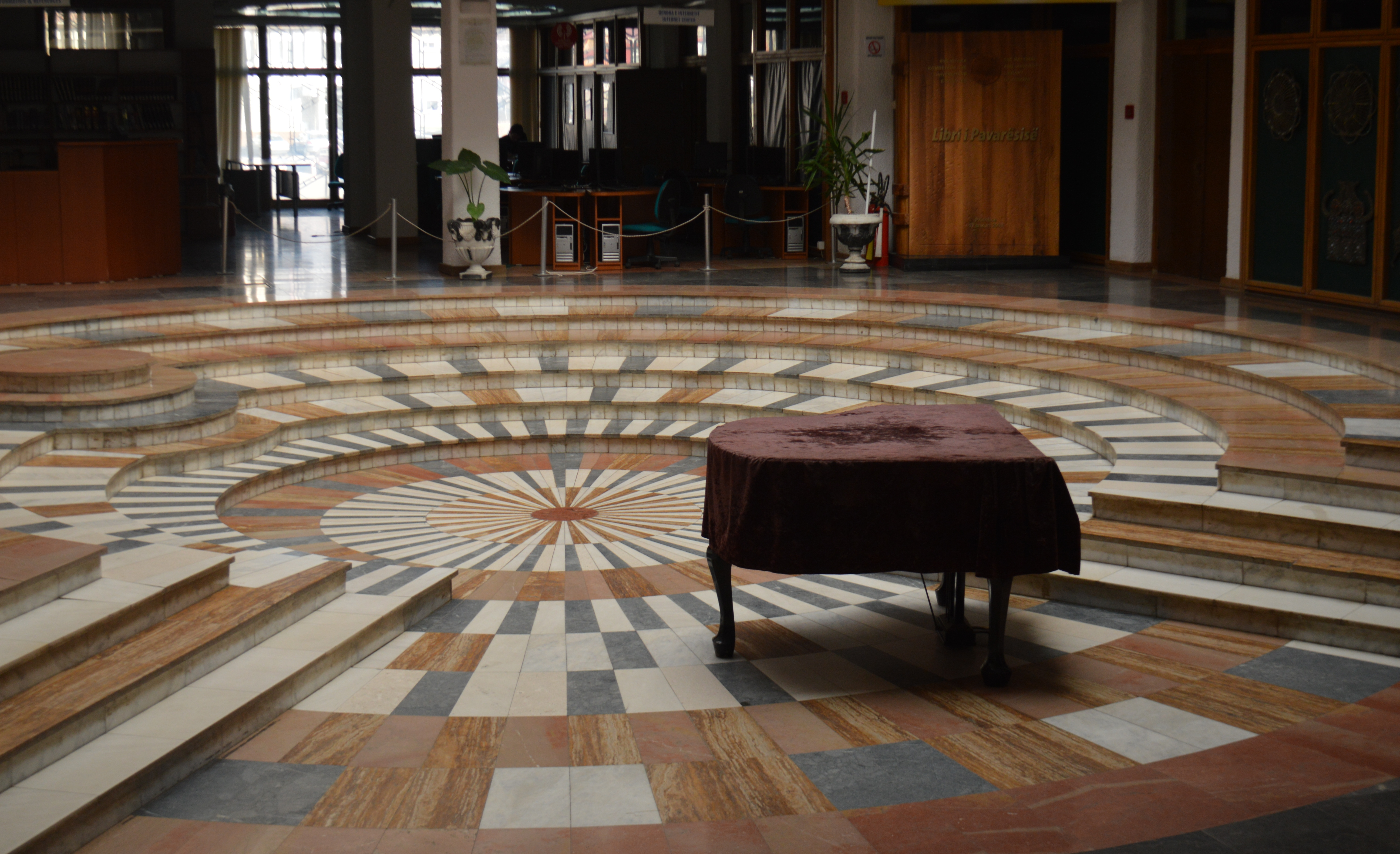
Мраморный пол фойе
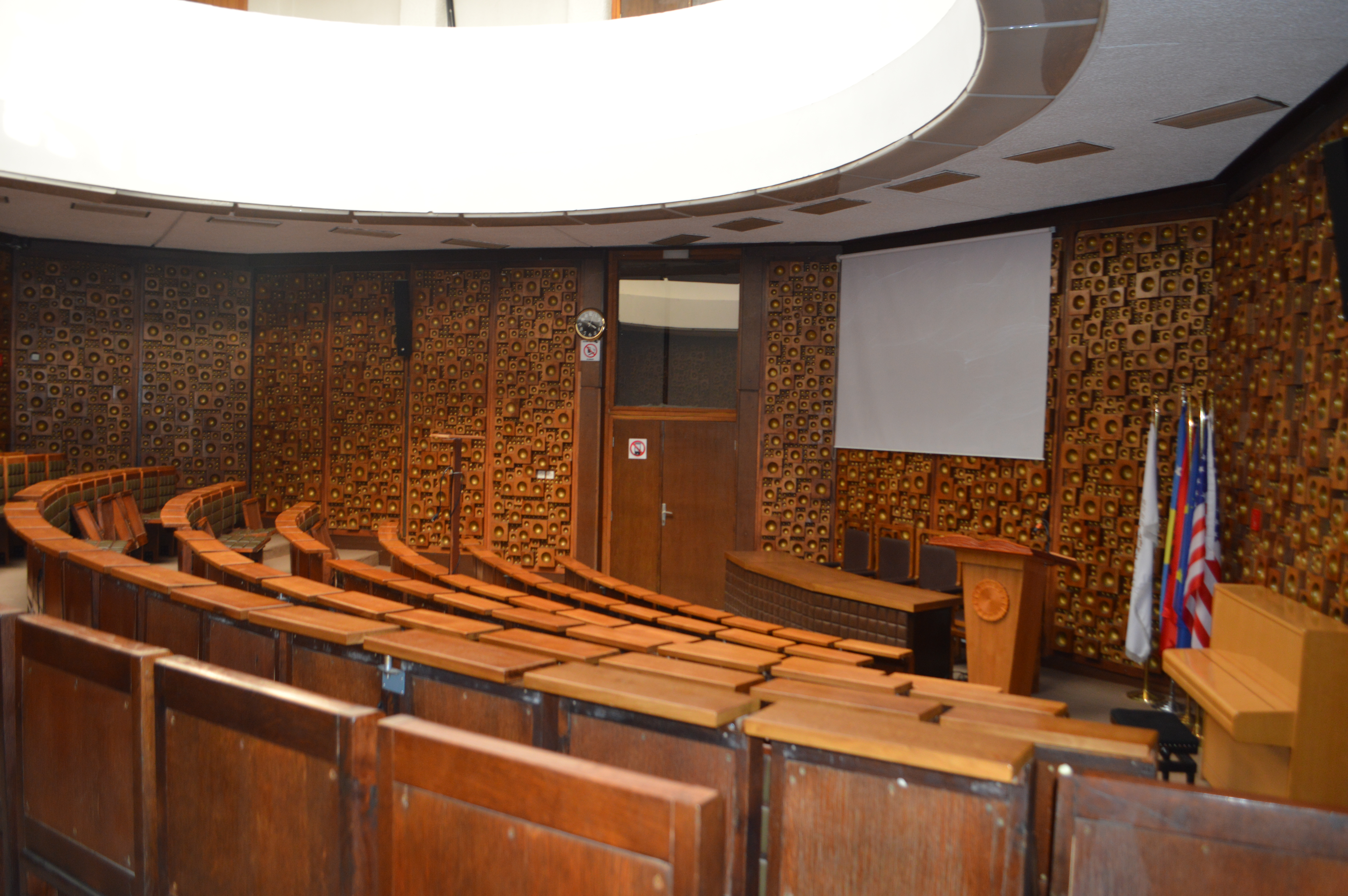
Одна из аудиторий библиотеки
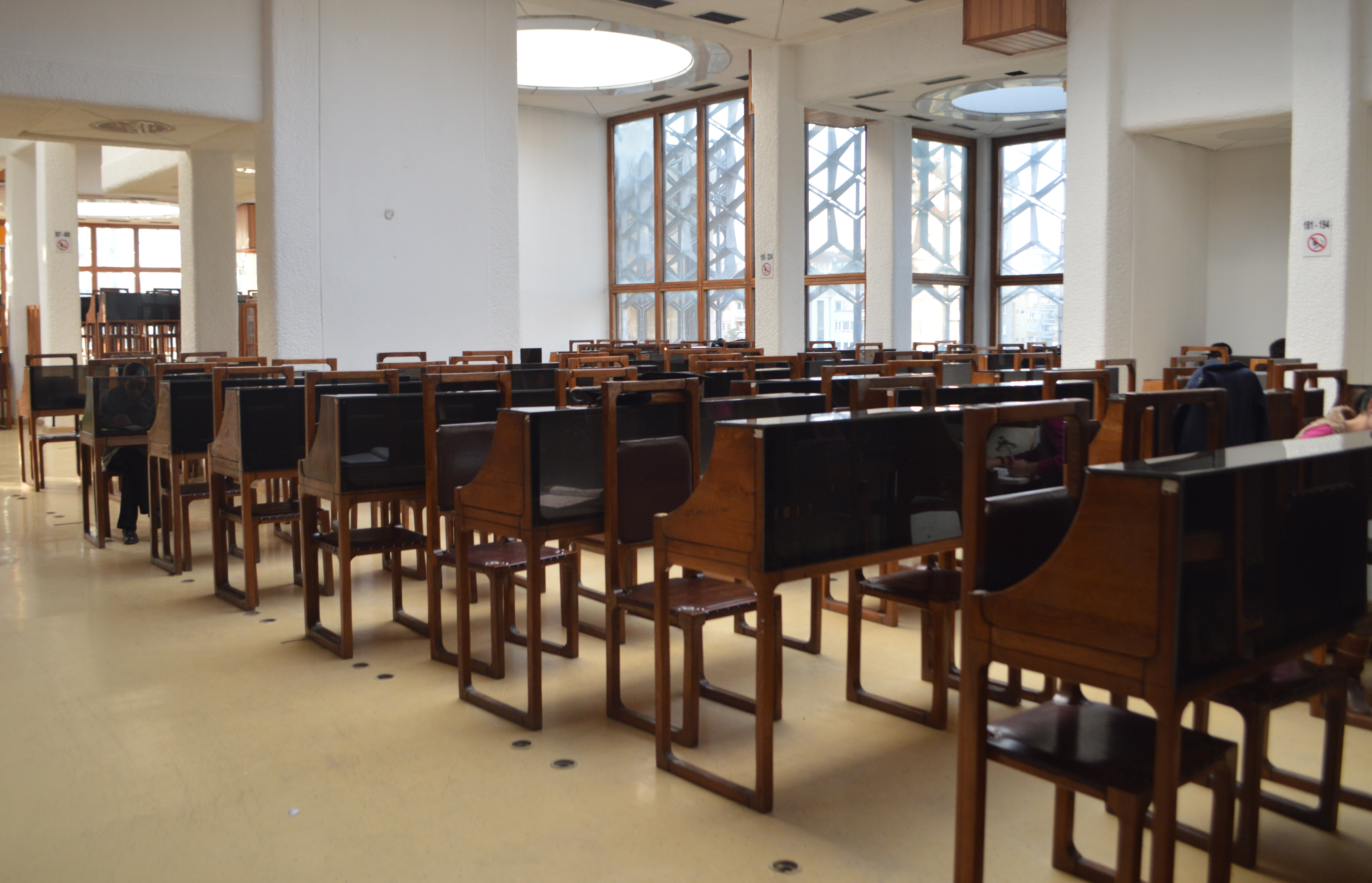
Один из читальных залов библиотеки
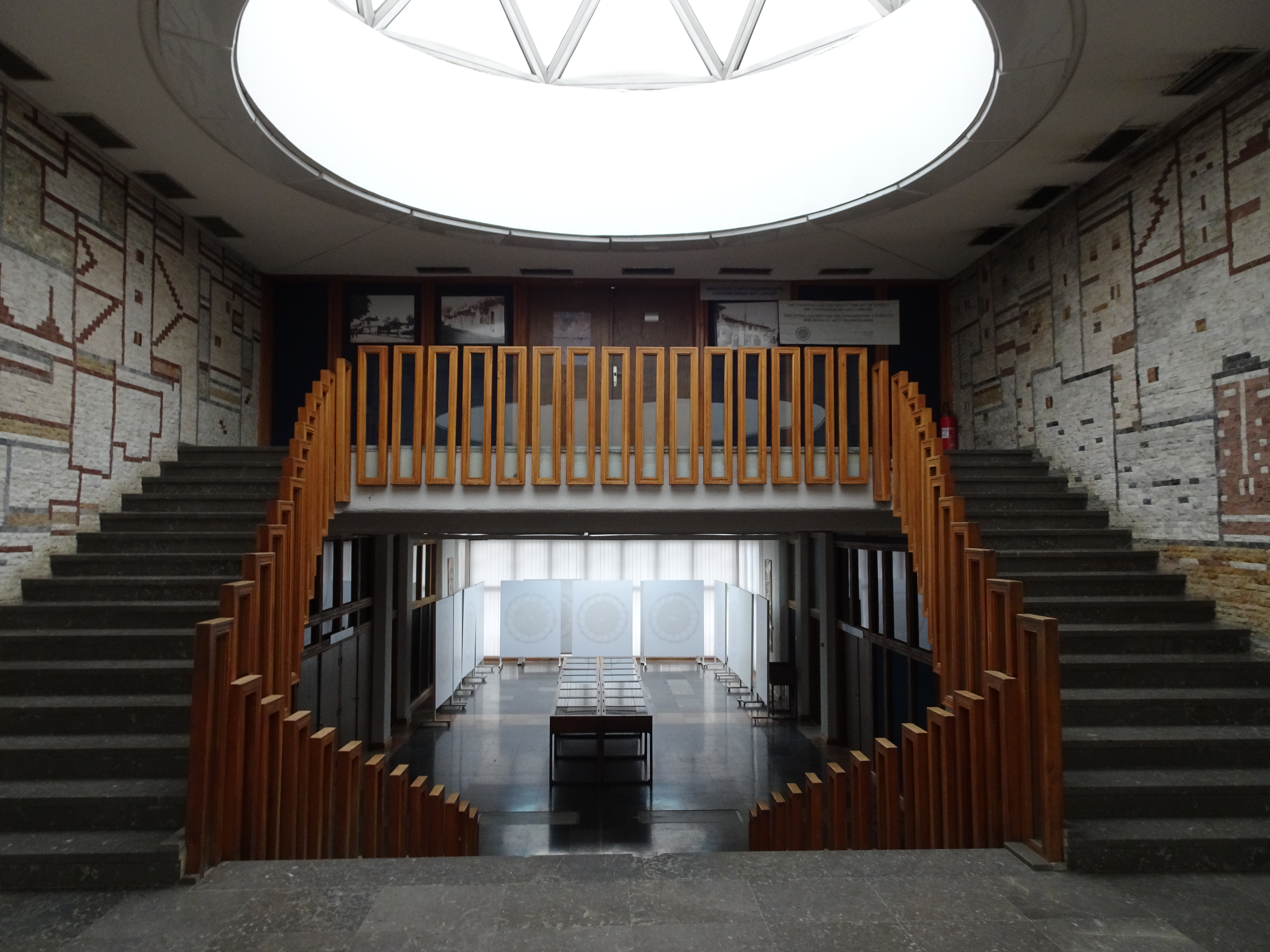
Лестница
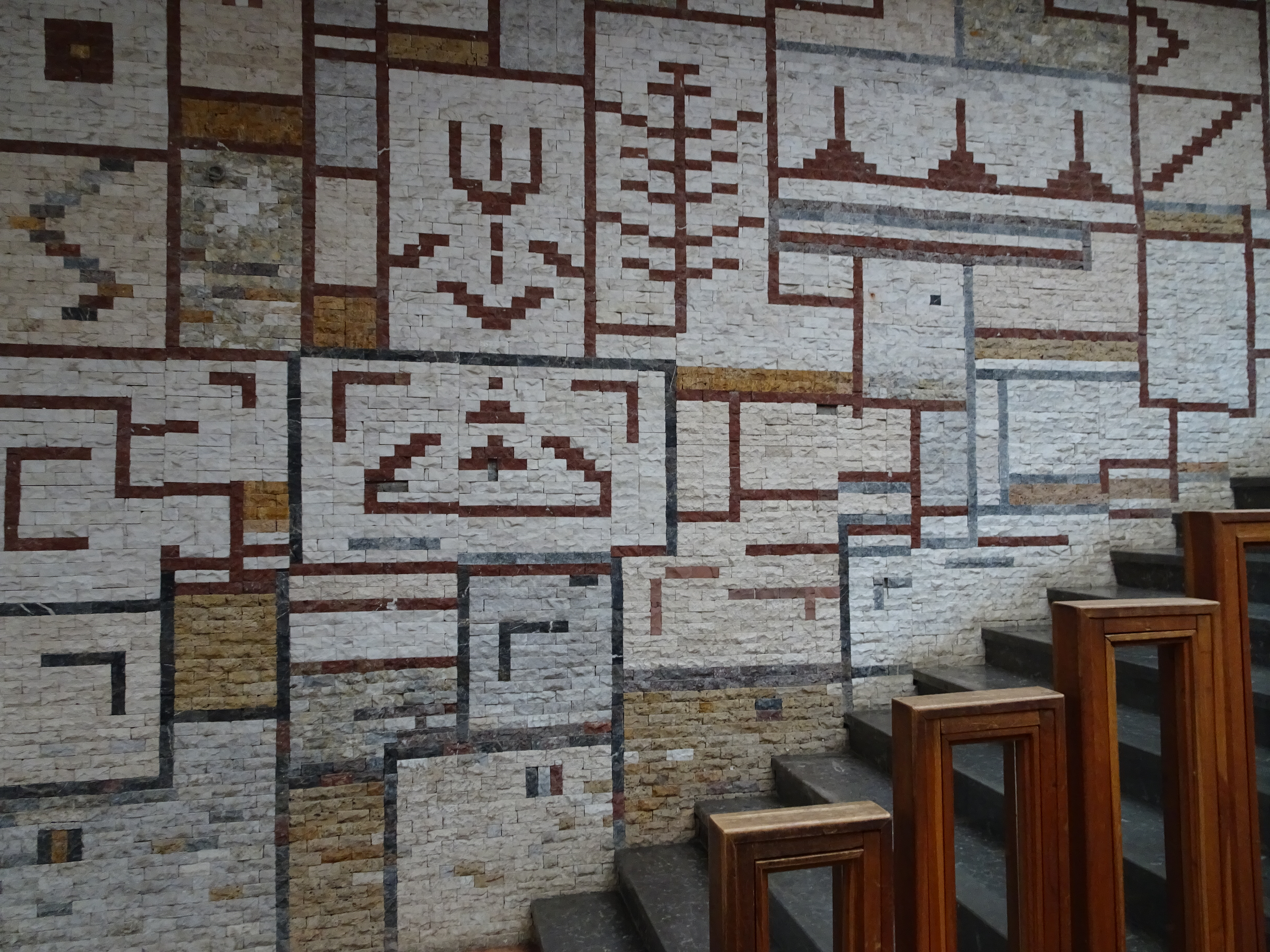
Оформление стены
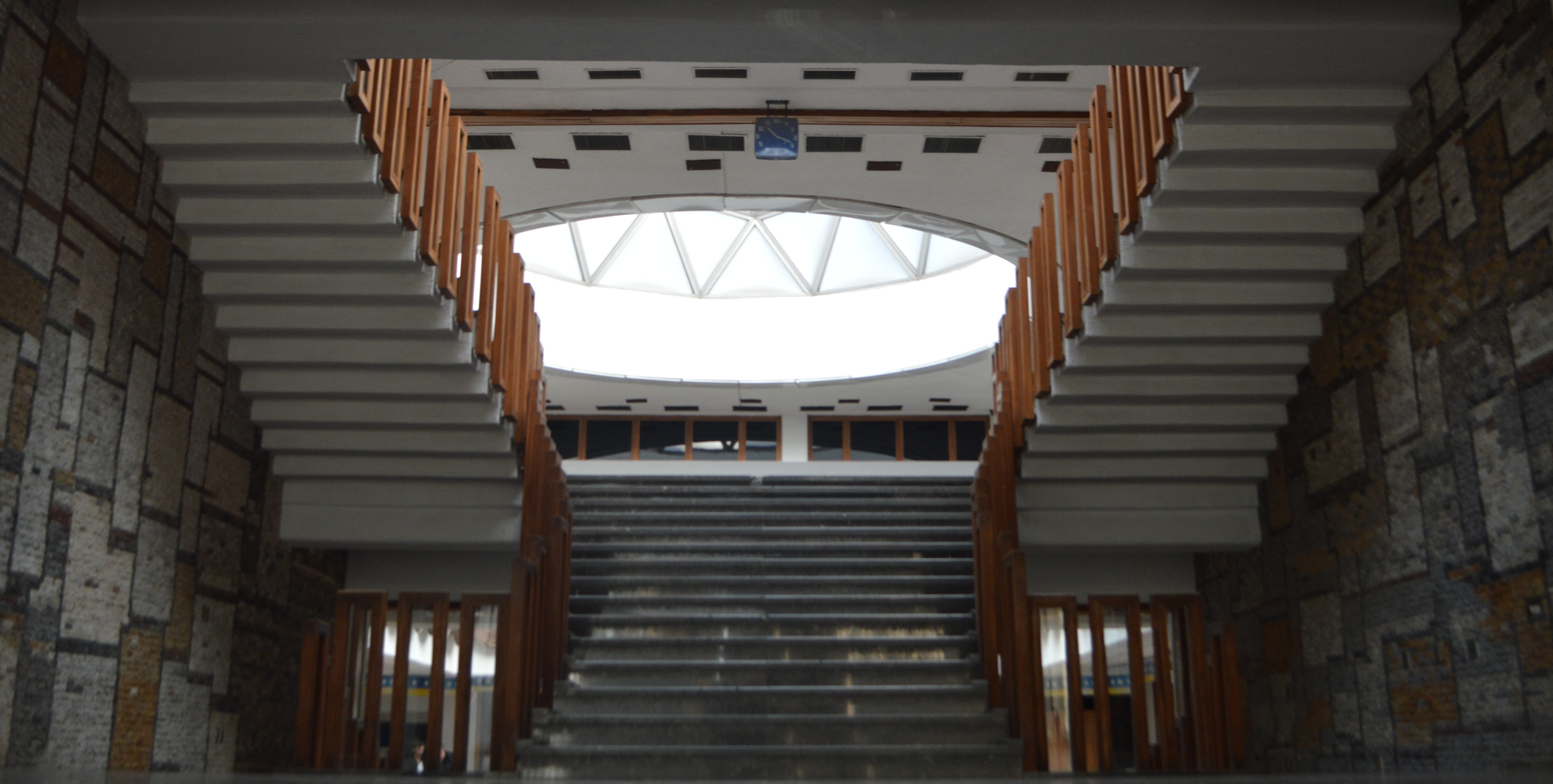
Вид на третий этаж